# Lélé (rijeka)
Lélé ili Lété je rijeka u Kamerunu, na jugu zemlje. Sutokom s rijekom Aïna ćini rijeku Ivindo.